# Тринадцять життів
«Тринадцять життів» (англ. Thirteen Lives) — художній фільм режисера Рона Говарда. У головних ролях Вігго Мортенсен, Колін Фаррелл та Джоел Едгертон.

## Сюжет
У фільмі розповідається про події рятувальної операції у печері Тхамлуангнангнон у 2018 році, коли юнацька футбольна команда та їх тренер опинилися у пастці у печері на 18 днів.

## У ролях
- Вігго Мортенсен — Річард Стентон
- Колін Фаррелл — Джон Волантен
- Джоел Едгертон — Річард Харріс, анестезіолог
- Том Бейтман — Кріс Джуелл
- Суколлават Канарот — Саман Кунан

## Виробництво
Про проєкт стало відомо у квітні 2020 року, коли Рон Говард зайняв режисерське крісло, а Вільям Ніколсон написав сценарій. Кінокомпанія Metro-Goldwyn-Mayer придбала права на фільм наступного місяця. У березні 2021 року Вігго Мортенсен, Колін Фаррелл і Джоел Едгертон увійшли до акторського складу майбутнього фільму.
Знімання фільму розпочали 29 березня 2021 року в Австралії. Також планується знімання в Таїланді.